# Håndtag
Et håndtag er den del af, eller sidder på, et objekt som skal kunne flyttes eller blive anvendt med hånden. Design af hver type af håndtag omfatter betydende ergonomiske udfordringer, selv hvis disse udformes intuitivt eller følger traditionen.
Håndtagstyper:
- Dørhåndtag
- Kufferthåndtag
- Knivgreb